# 日本脳卒中学会
一般社団法人日本脳卒中学会（にほんのうそっちゅうがっかい、英文名 The Japan Stroke Society）は、脳卒中およびその関連疾患に関する基礎・臨床研究の奨励、進歩発展の目的で1975年に設立された学会。
事務所を東京都千代田区鍛冶町一丁目10番4号丸石ビルディング4階に置いている。

## 活動
- 学術研究会・学術講演会の開催、学術誌の発行、診療向上等に向けた調査・研究の実施、専門医及び教育施設の認定、関連学術団体との連絡及び協力、国際的な研究協力の推進など[1]

## 認定・専門医制度
- 日本脳卒中学会専門医（2003年3月～）

## 機関誌
- 『脳卒中』（和文誌） 年6回
- 日米合同誌”Journal of Stroke and Cerebrovascular Diseases”（英文誌） 年6回